# Sint-Matthiaskerk (Castenray)
De Sint-Matthiaskerk is de parochiekerk van Castenray, gelegen aan Horsterweg 55.

## Geschiedenis
In de 15e eeuw bezat Castenray een kapel, die omstreeks 1500 werd uitgebreid met een laatgotisch koor. In 1804 werd de kapel afgebroken en een nieuw schip werd gebouwd, waarbij het koor gespaard bleef. Van 1910-1911 werd het schip vervangen door een neogotisch schip, ontworpen door Caspar Franssen. In 1933-1934 werd het schip door Joseph Franssen nog verlengd.
In 1944 werd de toren opgeblazen, en van 1946-1948 werd een nieuwe toren en een sacristie gebouwd, eveneens onder architectuur van Joseph Franssen. In 2004 werd de kerk gerestaureerd.

## Gebouw
Het huidige gebouw heeft een driezijdig gesloten laatgotisch bakstenen koor uit ongeveer 1500, een iets hoger basilicaal neogotisch schip uit 1911 en een westtoren uit 1948, gedekt met een ingesnoerde naaldspits.
Uit de 16e eeuw stamt een beeld van de Heilige Matthias. Er zijn glas-in-loodramen van Charles Eyck en Hans Truijen. De 19e-eeuwse preekstoel is afkomstig van de Abdij Lilbosch. Het hoofdaltaar is van 1933. Het Verschueren-orgel is van 1949.